# Seo-gu, Incheon
Seo-gu (Hán Việt: Nam khu) là quận lớn nhất của thành phố Incheon, Hàn Quốc. Quận có diện tích 111,2 km², và có quỹ đất nông nghiệp lớn nhất trong số các quận của Incheon. Trước đây, Seo-gu và một phần của 'Buk-gu' [Bắc khu] nhưng từ năm 1988, một số vùng của quận này đã được tách ra để lập thành 'Seo-gu'.

## Hành chính
- Geomam-Gyeongseo Dong (검암경서동)
- Sinhyeon-Wonchang Dong (신현원창동)
- Yeonhui-dong (연희동)
- Gajeong 1 -3 Dong (가정1~3동)
- Seongnam 1 -3 Dong (석남1~3동)
- Gajwa 1 -4 Dong (가좌1~4동)
- Geomdan 1 -4 Dong (검단1~4동)